# Belgrads nya begravningsplats
Belgrads nya begravningsplats (serbiska:Ново гробље, Novo groblje) är en begravningsplats i Belgrad i Serbien. 
Begravningsplatsen grundades år 1886 på initiativ av Vladan Đorđević och hyser bland annat soldatgravar från Serbisk-bulgariska kriget, Balkankrigen och första och andra världskriget.
Mer än 700 000 avlidna 
vilar i 48 000 gravar och 37 mausoleer som är utsmyckade med omkring 1 500 skulpturer skapade av fler än 130 konstnärer.
I anslutning till begravningsplatsen finns judiska begravningsplatser för sefarder och ashkenazer.